# Ламберт из Сент-Омера

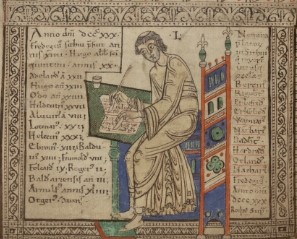
Ламберт Сент-Омерский за работой. Миниатюра авторской рукописи «Liber Floridus» из библиотеки Гентского университета (1121)

Ламберт из Сент-Омера (нидерл. Lambert van Sint-Omaars, лат. Lambertus Audomarensis; около 1061 — 22 июня 1125) — средневековый фламандский хронист и энциклопедист, монах-бенедиктинец из Сен-Бертенского монастыря в Сент-Омере (графство Фландрия). 

## Жизнь и труды

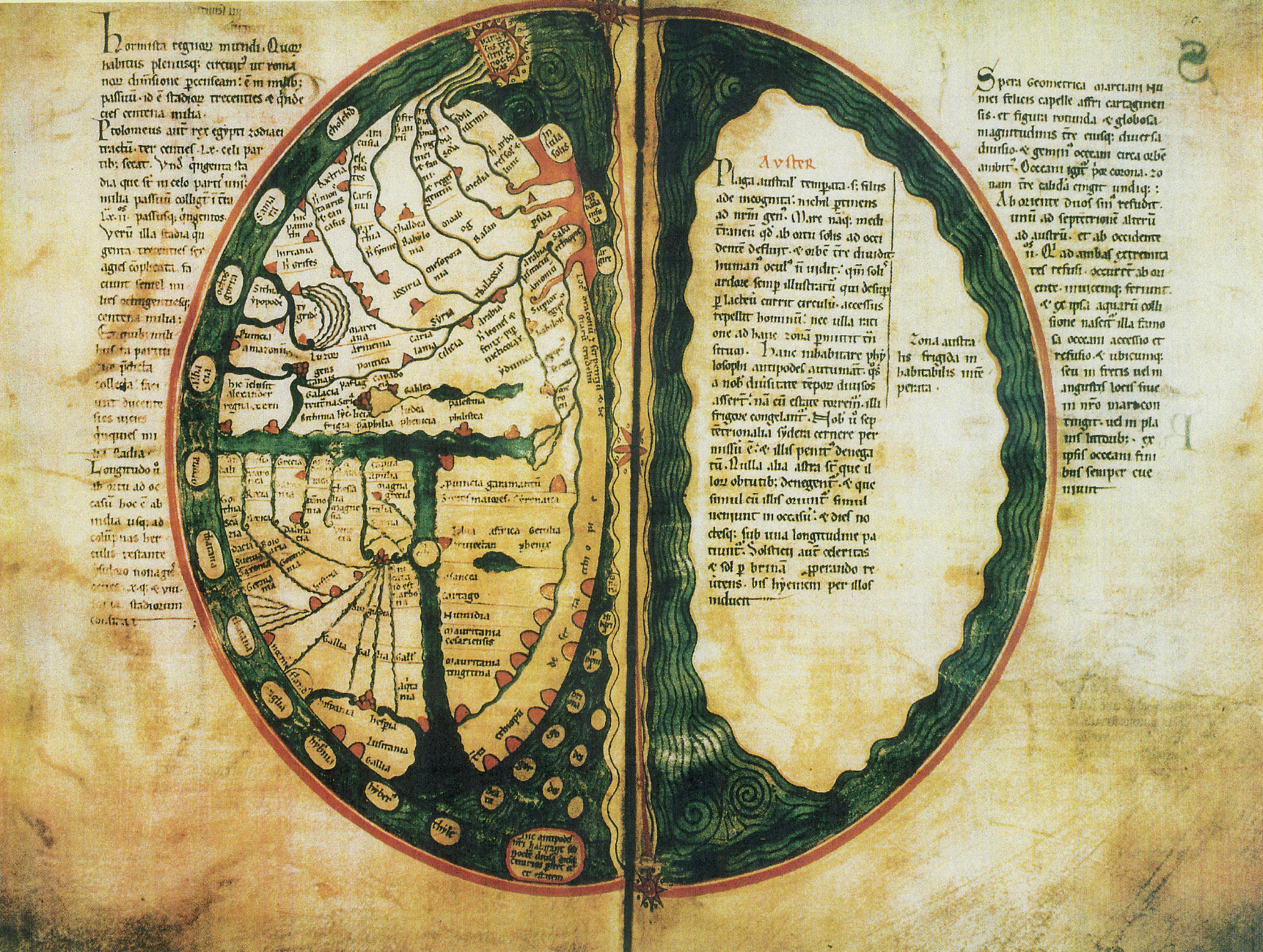
Карта мира из рукописи «Liber Floridus» Ламберта Сент-Омерского (1121)

Биографических сведений немного, известно лишь, что происходил он из благородной семьи. Существует гипотеза, что он мог быть сыном некого Онульфа, служившего каноником в кафедральном соборе Сент-Омера Нотр-Дам и умершего в 1077 году. Ещё в молодости он вступил в бенедиктинский орден и постригся в Сен-Бертенском аббатстве, где получил неплохое монастырское образование, изучая, в частности, грамматику, теологию и музыку. Посетил также несколько известных школ во Франции, в том числе, возможно, в Париже. 
В 1095 году Ламберт одновременно был избран аббатом Сен-Бертенского аббатства и каноником собора Сент-Омера. Исполняя обязанности настоятеля, установил отношения с аббатством Клюни, поддерживая предлагаемые им реформы монастырской жизни, сумев распространить часть из них на собственную обитель. Являлся другом английского схоласта Ансельма Кентерберийского, фундаментальный труд которого «Cur Deus Homo» цитировал в своём сочинении, переписывался и обменивался стихами с поэтом Реджинальдом Кентерберийским.

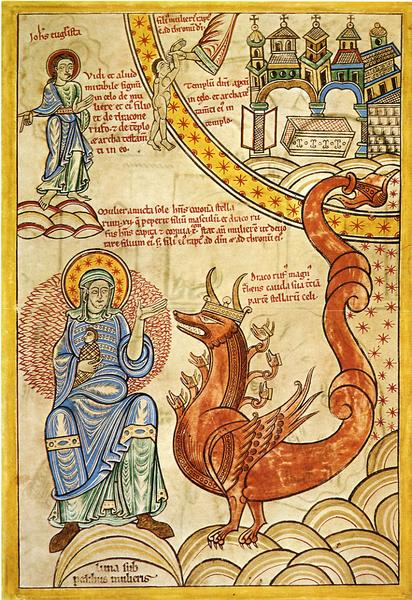
Миниатюра рукописи «Liber Floridus» с изображением Зверя Апокалипсиса из «Откровения Иоанна Богослова» (1121)

Около 1121 года составил «Цветоносную книгу» (лат. Liber Floridus) — универсальную латинскую энциклопедию различных знаний, включая сведения по истории, философии, богословию, астрономии, географии и естествознанию. Составление её, предположительно начатое ещё в 1090 году, возможно стало не только благодаря немалой эрудиции автора, но и наличию двух солидных библиотек, издавна собиравшихся как в Сен-Бертенском аббатстве, так и при кафедральном соборе Сент-Омера. Исследователи насчитывают почти 190 авторских имён и названий, использованных, процитированных или хотя бы упомянутых в этой объёмистой книге, которая, помимо прочего, заключает в себе несколько исторических текстов, в том числе «Хронику деяний норманнов во Франкии» (лат. Chronicon de Gestis Normannorum in Francia) и «Фландрию благородную» (лат. Flandria generosa), содержащую генеалогию местных графов. Эти компилятивные исторические сочинения охватывают время от Рождества Христова до 1120 года и содержат сведения главным образом по истории Франкского государства, Нормандии, Фландрии и Сент-Омера.
Основными источниками Ламберту послужили «Хроника» Иеронима Стридонского (кон. IV в. н. э.), «О браке Филологии и Меркурия» Марциала Капеллы (V в. н. э.), «Этимологии» Исидора Севильского (VII в.), «Анналы королевства франков» (около 830 г.), «Бертинские анналы» (кон. IX в.), «Ведастинские анналы» (нач. X в.) и «Всемирная хроника» Сигеберта из Жамблу (около 1111 г.). Наибольшее значение для исследователей имеют последние разделы хроники Ламберта, посвящённые современным ему событиям; историческая ценность более ранних разделов гораздо ниже. Не особо заботясь о достоверности фактов и, очевидно, выполняя определённый политический заказ, местами Ламберт идёт на откровенную фальсификацию, объявляя, к примеру, основателя династии Капетингов Гуго Капета «племянником» последнего каролингского короля Людовика V Ленивого.
Географические и естественнонаучные представления Ламберта, несмотря на всю его начитанность, всецело ещё остаются на уровне схоластической науки его времени. Снабдив свой труд довольно подробной по представлениям своей эпохи картой мира, он представляет ещё себе географию как составление подробных перечней известных народов, стран, городов, рек и пр. Вместе с тем, изображая центром мира не Иерусалим, как позднейшие картографы, а эгейский остров Наксос, он приводит на своей карте и сравнительно новые названия, такие как Фландрия (лат. Flandria) или Бавария (лат. Bavaria). Приводя описание реально существующих животных, он не забывает рассказать о существах мифических, что сближает его в некотором смысле со средневековыми бестиариями. 
Автографическая рукопись Liber Floridus на 287 листах пергамента, украшенная красочными миниатюрами, хранится в университетской библиотеке Гента (Бельгия). Остальные известные 8 рукописей хранятся в библиотеке Лейденского университета, Королевской национальной библиотеке Нидерландов (Гаага), Национальной библиотеке Франции (Париж), Библиотеке герцога Августа в Вольфенбюттеле и др. книжных собраниях.

## Издания «Хроники»
- Lamberti Audomarensis chronica. Hrsg. von G. H. Pertz // Monumenta Germaniae Historica (Scriptores). — Band V. — Hannover, 1844. — S. 65-66[13].
- Lambert van Sint Omaars. Liber Floridus codex autographus bibliothecae universitatis Gandavensis, red. Albert Derolez. — Gent: Story-Scientia, 1968. — 580 blz. + 114 blz. tekstbijlagen. (фототип. изд.)

## Переводы на русский язык
- Хроника Ламберта из Сент-Омера в переводе И. М. Дьяконова на сайте «Восточная литература».